# Дюб'юк (округ, Айова)
Шаблон:StateAbbr_ 42°28′15″ пн. ш. 90°52′42″ зх. д. / 42.470833333333° пн. ш. 90.878333333333° зх. д.
Округ  Дюб'юк (англ. Dubuque County) — округ (графство) у штаті  Айова, США. Ідентифікатор округу 19061.

## Історія
Округ утворений 1834 року.

## Демографія
За даними перепису 
2000 року 
загальне населення округу становило 89143 осіб, зокрема міського населення було 66159, а сільського — 22984.
Серед мешканців округу чоловіків було 43297, а жінок — 45846. В окрузі було 33690 домогосподарств, 23111 родин, які мешкали в 35505 будинках.
Середній розмір родини становив 3,07.
Віковий розподіл населення поданий у таблиці:
| Стать    | До 15 років | 15-21 | 22-29 | 30-39 | 40-49 | 50-65 | 65-85 | Понад 85 |
| -------- | ----------- | ----- | ----- | ----- | ----- | ----- | ----- | -------- |
| Чоловіки | 9560        | 4981  | 4045  | 6294  | 6585  | 6704  | 4682  | 446      |
| Жінки    | 9134        | 5049  | 4050  | 6121  | 6748  | 6769  | 6443  | 1532     |

## Суміжні округи
- Клейтон — північ
- Грант, Вісконсин — північний схід
- Джо-Дейвісс, Іллінойс — схід
- Джексон — південний схід
- Джонс — південний захід
- Делавер — захід

## Виноски
1. ↑  U.S. Decennial Census. United States Census Bureau. Архів оригіналу за 26 квітня 2015. Процитовано 16 липня 2014.
2. ↑  Historical Census Browser. University of Virginia Library. Архів оригіналу за 11 серпня 2012. Процитовано 16 липня 2014.
3. ↑  Population of Counties by Decennial Census: 1900 to 1990. United States Census Bureau. Архів оригіналу за 22 квітня 2014. Процитовано 16 липня 2014.
4. ↑  Census 2000 PHC-T-4. Ranking Tables for Counties: 1990 and 2000 (PDF). United States Census Bureau. Архів оригіналу (PDF) за 18 грудня 2014. Процитовано 16 липня 2014.
5. ↑  State & County QuickFacts. United States Census Bureau. Архів оригіналу за 7 червня 2011. Процитовано 16 липня 2014.(англ.) Наведено за англійською вікіпедією.
6. ↑  American FactFinder. Бюро перепису населення США. Архів оригіналу за 21 травня 2008. Процитовано 31 січня 2008.

| США | Це незавершена стаття з географії США. Ви можете допомогти проєкту, виправивши або дописавши її. |